# Edward F. Knipling

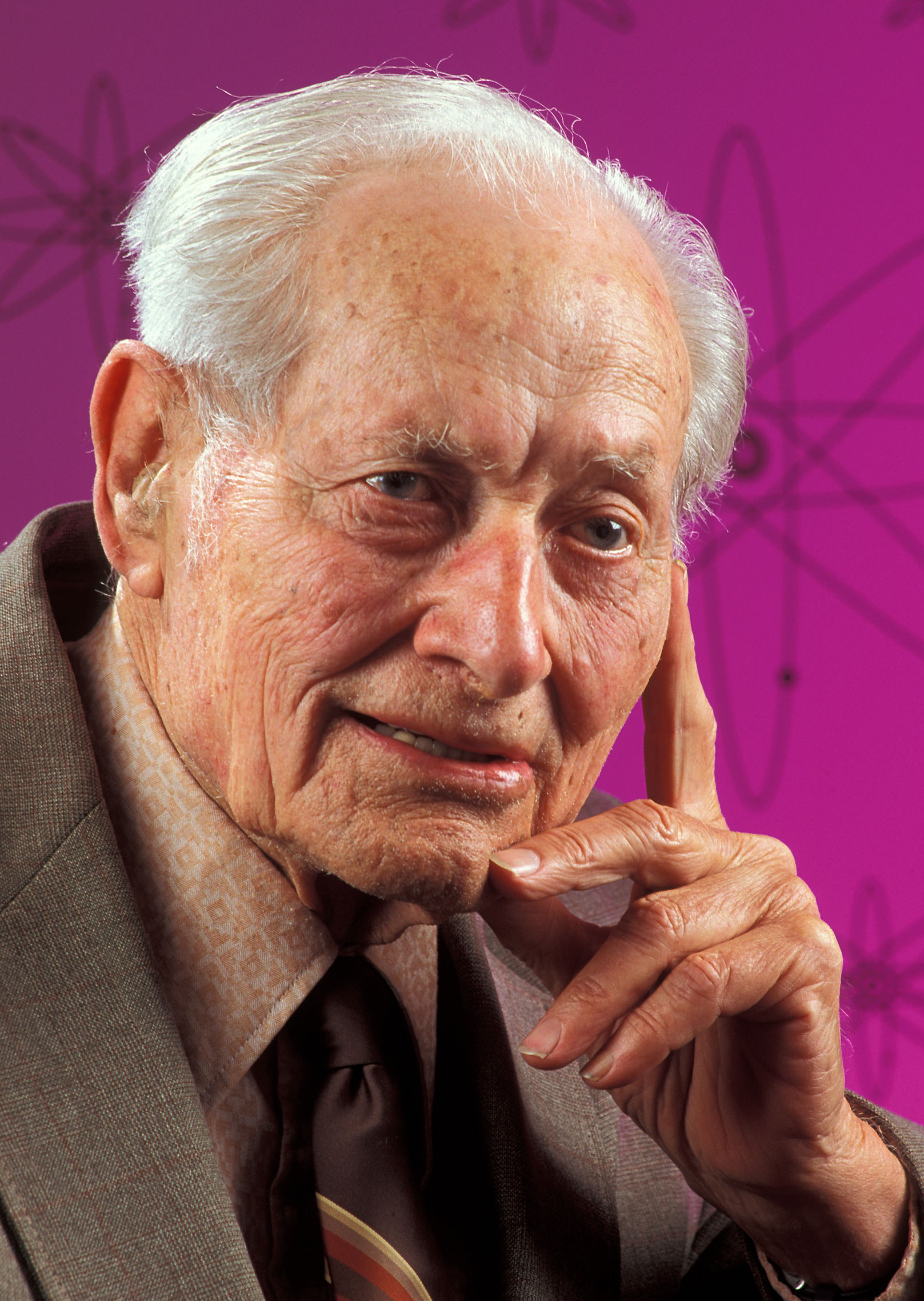
Edward F. Knipling

Edward Fred Knipling (* 20. März 1909 in Victoria, Texas; † 17. März 2000 in Arlington, Virginia) war ein US-amerikanischer Entomologe, bekannt für die Entwicklung der Sterile-Insekten-Technik zur Schädlingsbekämpfung (Sterile Insect Technique, SIT).

## Leben
Knipling wuchs in Texas auf der Rinderfarm seiner Familie auf. Er studierte an der Texas A&M University und an der Iowa State University. Danach forschte er als Entomologe des US-Landwirtschaftsministeriums (USDA) über die Neuwelt-Schraubenwurmfliege, einen Rinderparasiten. Hier begann seine Zusammenarbeit mit Raymond C. Bushland. Im Zweiten Weltkrieg arbeitete er im USDA für die US-Armee in der Abwehr von durch Insekten verbreitete Krankheiten. Für die Entwicklung effektiver Abwehr von Läusen (u. a. Überträger von Fleckfieber) und anderen Insekten mit DDT erhielt er 1947 die US Medal of Merit und 1948 die britische King’s Medal for Service.
Nach dem Zweiten Weltkrieg wurde er an der Iowa State University in Entomologie promoviert und ging zum USDA nach Washington, D.C. als Leiter der Abteilung Entomologie. Anfang der 1950er Jahre setzte er dort mit Bushland seine vor dem Krieg begonnene Entwicklung der SIT fort. 1973 ging er in den Ruhestand, blieb aber bis zu seinem Tod Berater des USDA.
Er war Mitglied der National Academy of Sciences, 1970 wurde er in die American Academy of Arts and Sciences gewählt. 1966 erhielt er die National Medal of Science. 1995 erhielt er den Japan-Preis und 1992 den World Food Prize mit Bushland. 1970 wurde er vom Life-Magazin zu den 100 wichtigsten Personen der Welt gezählt. 1975 erhielt er die Ehrendoktorwürde der University of Florida.
Knipling war mit der Biologin Phoebe Hall Knipling verheiratet, mit der er fünf Kinder hatte.